# نلی کالفایان
نلی آرتین کالفایان (ارمنی: Նելլի Արթին Կալֆայան؛ زادهٔ ۳ ژانویهٔ ۱۹۴۹) کمدین، و مجری ارمنی‌تبار اهل مصر است.
پدرش کارگردان بود و در سنین کودکی وارد سینما شد. وی در قاهره در خانواده ای مصری با ریشه ارمنی متولد شد  او خواهر هنرپیشه مشهور مصری، فیروز و پسر عموی لبلبا است.
او فعالیت هنری خود را از کودکی آغاز کرد و استعداد بازیگری و علاقه به خوانندگی و رقص باعث شد در فیلم‌های بسیاری بازی کند.